# Liste der Naturdenkmale in Ralbitz-Rosenthal
Die Liste der Naturdenkmale in Ralbitz-Rosenthal nennt die Naturdenkmale in Ralbitz-Rosenthal im sächsischen Landkreis Bautzen.

## Definition
„Naturdenkmäler sind rechtsverbindlich festgesetzte Einzelschöpfungen der Natur oder entsprechende Flächen bis zu fünf Hektar, deren besonderer Schutz erforderlich ist
1. aus wissenschaftlichen, naturgeschichtlichen oder landeskundlichen Gründen oder
2. wegen ihrer Seltenheit, Eigenart oder Schönheit.“

## Liste
Link zu einem Kartenansichtstool, um Koordinaten zu setzen.
| Bild | Bezeichnung                  | Lage                                              | Beschreibung | Datum | Nummer |
| ---- | ---------------------------- | ------------------------------------------------- | ------------ | ----- | ------ |
| BW   | Jesor-Teich                  | Cunnewitz (51° 20′ 1″ N, 14° 15′ 43,5″ O)         |              |       | KM033  |
| BW   | Moorloch                     | Cunnewitz (51° 19′ 53,4″ N, 14° 15′ 45,2″ O)      |              |       | KM038  |
| BW   | FA 8 im Klosterbusch Schönau | Neu-Schmerlitz (51° 18′ 27,4″ N, 14° 10′ 46,2″ O) |              |       | KM048  |
| BW   | Jeßnitz                      | Neu-Schmerlitz (51° 18′ 25,6″ N, 14° 11′ 14,3″ O) |              |       | KM049  |
| BW   | Spittelwiese                 | Neu-Schmerlitz (51° 18′ 12,2″ N, 14° 10′ 30″ O)   |              |       | KM055  |
| BW   | Steinberge bei Neuschmerlitz | Neu-Schmerlitz (51° 18′ 20,5″ N, 14° 11′ 30,1″ O) |              |       | KM056  |
| BW   | Ziegeleiberg Neuschmerlitz   | Neu-Schmerlitz (51° 18′ 43″ N, 14° 12′ 11″ O)     |              |       | KM150  |
| BW   | Heidemoor Cunnewitz          | Cunnewitz (51° 19′ 21,1″ N, 14° 15′ 48,5″ O)      |              |       | KM151  |
| BW   | Dreischenken                 | Ralbitz (51° 18′ 48,7″ N, 14° 15′ 58,1″ O)        |              |       | KM152  |
| BW   | Heidetümpel Cunnewitz        | Cunnewitz (51° 19′ 16,1″ N, 14° 16′ 3,1″ O)       |              |       | KM162  |
| BW   | Waldsumpf Cunnewitz          | Cunnewitz (51° 19′ 2,9″ N, 14° 16′ 1,8″ O)        |              |       | KM163  |